# Asunción Cacalotepec
Asunción Cacalotepec är en kommun i Mexiko.   Den ligger i delstaten Oaxaca, i den sydöstra delen av landet, 400 km sydost om huvudstaden Mexico City. Antalet invånare är 753. Arean är 77 kvadratkilometer.
Terrängen i Asunción Cacalotepec är bergig norrut, men söderut är den kuperad.
Följande samhällen finns i Asunción Cacalotepec:
- San Antonio Tlaxcaltepec
- Zompantle
- Santa Cruz Aguatlán
- Casa Grande
- Campo México
- Orilla de Llano